# Alboronía
La alboronía, boronía, almoronía o moronía es un plato típico del centro y sur de España a base de hortalizas (berenjenas, tomates, pimiento y calabazas) y pimentón. La alboronía es propia de los viernes de Cuaresma (en los que los católicos no deben comer carne). Es también un plato típico de los sefardíes, judíos de origen español establecidos en Marruecos y posteriormente en Israel. Es el precursor del pisto manchego y de otros pistos españoles.

## Etimología
Según el Diccionario de autoridades es una palabra de origen árabe, concretamente de البورانية al-būrāniya.

## Historia
Se considera que Burán, esposa del califa Mamún, fue la inventora o patrocinadora de este guisado. Otros dicen que buraniya en árabe quiere decir simplemente «guiso».  La alboronía original estaba elaborada a base de berenjenas, ajo, cebolla, calabaza y frutos secos triturados (como almendras, nueces o avellanas). Una de las menciones más antiguas de las que se tiene registro es en el Kitāb aṭ-ṭabīj, de al-Baġdādī.
Tras el contacto colombino llegan a España nuevos productos como tomate y el pimiento, y de éste el pimentón, los cuales se agregaron a la receta tradicional. La alboronía es un plato muy apreciado en Andalucía y Castilla-La Mancha y, al igual que durante la época mozárabe, se la degustaba en bodas y en grandes celebraciones, tal era la categoría gastronómica del plato.

## Variantes
- En Cádiz, Huelva, y otras ciudades de Andalucía, la boronía se acostumbra a comer con membrillos, e incluye a veces comino y huevos.[6]
- La boronía extremeña se compone de berenjenas, tomates y pimientos rojos, a menudo acompañados de un chorrito de vino tinto o blanco.[7]
- En Carmona (provincia de Sevilla), la alboronía se hace con garbanzos, mientras que en Granada, la alboronía se refiere a un guiso de habas.[5] Madrid es el único lugar donde a la alboronía se le agrega arroz.
- En Cuba, es un plato típico donde también es conocido como boronía, o más comúnmente, boronilla.[4]
- En Colombia, la boronía es un plato que consiste en berenjenas y plátanos cocidos y machacados.

Del sur de España pasa a otras tierras dentro del territorio que lo llaman pisto. Néstor Luján denomina la alboronía como la «madre de todos los pistos»: del manchego (el más conocido), de los demás como el madrileño, el bilbaíno, el tumbet mallorquín o el catalán que llaman sanfaina, en Aragón como fritada.

## En la cultura
Pues boronía ¿no sabía hacer?: ¡por maravilla! Y cazuela de berenjenas mojíes en perfición, cazuela con su ajico y cominico, y saborcico de vinagre, ésta hacía yo sin que me la vezasen
La lozana andaluza (1528)